# Lodovico de Grigis
Lodovico de Grigis anche Ludovico de Grigis o Lodovico Grigis (Venezia, ... – 1609) è stato un vescovo cattolico italiano.

## Biografia
La vicenda del vescovo Lodovico de Grigis è forse tra le più interessanti vicende storiche legate al vescovado di Caorle, poiché rimanda alla figura del noto teologo veneziano Paolo Sarpi. Raccontano infatti le biografie del Sarpi che il monaco servita fosse continuamente disturbato nel lavoro per la sua ricerca scientifica a causa della durezza della regola monastica a cui doveva sottostare e per i pregiudizi cui riteneva sottoposta la sua ricerca dai suoi superiori. Vedendo crescere la sua influenza all'interno della sfera pubblica veneziana, ed essendo stato raccomandato sia dal senato che dal cardinale protettore dell'ordine francescano presso papa Clemente VIII per una nomina a vescovo, il Sarpi colse l'opportunità della morte del vescovo Angelo Casarino per promuovere la sua elezione sulla cattedra di Caorle. La raccomandazione di una così importante istituzione civile, nei rapporti con Roma, quale la Serenissima poteva far pensare alla nomina del Sarpi a vescovo di Caorle come cosa fatta. Tuttavia il nunzio apostolico a Venezia Offredo Offredi, che sorvegliava gli incontri tenuti dal Sarpi nella casa del nobile veneziano Andrea Morosini (a cui partecipava anche Giordano Bruno) per conto del Sant'Uffizio, scrisse espressamente al papa di non accettare la candidatura proposta, in quanto il Sarpi era gravemente sospettato di eresia; si legge infatti nella biografia di Aurelio Bianchi Giovini, «non credeva nella filosofia di Aristotile e consigliava che per decreto pubblico non fosse insegnata nella università di Padova se non con certe restrizioni» e «nell'accademia del Morosini negava l'immortalità dell'anima» (accusa calunniosa, secondo Occioni-Bonaffons, giusta ma esposta malignamente secondo il Bianchi Giovini). Propose, dunque, il Nunzio Offredi di nominare vescovo il suo confessore e padre spirituale, un francescano riformato di nome Lodovico de Grigis, richiesta che fu esaudita dal pontefice, che lo nominò vescovo di Caorle il 24 gennaio 1601. Al di là delle fonti di parte sul Sarpi, una storia diversa, sicuramente parziale, si apprende nella Biografia Serafica di Sigismondo da Venezia, il quale riporta come il de Grigis fosse «uomo fornito delle più splendenti virtù, per le quali meritò di essere innalzato alla sede vescovile di Caorle».
In qualità di vescovo di Caorle e provenendo dalla provincia francescana di Sant'Antonio, Lodovico de Grigis fu chiamato, il 23 maggio 1604 a consacrare il santuario antoniano del Noce a Camposampiero, nel luogo dove il Santo di Padova si era costruito l'ultima abitazione terrena. Inoltre, nel 1607 consacrò l'altare della Scuola degli spaderi e dei corteleri, dedicato Sant'Orsola, nella chiesa di San Michele Arcangelo, in seguito distrutta nel 1837. Nello stesso anno e fino al 1609 fu insignito da papa Paolo V della facoltà di impartire la benedizione apostolica ai moribondi. Come ricorda il Bottani, si dimostrò fermo nella disciplina per rimuovere alcune usanze del clero della sua diocesi che andavano contro le correnti regole ecclesiastiche. Nel 1608 è annotata la donazione di «diverse reliquie» al convento di San Francesco del deserto.
Morì nel 1609, «lasciando di sé grata memoria per le ottime azioni operate». Di lui resta una pianeta pontificale recante il suo stemma episcopale, bipartito con un tronco fiorito in primo piano, oggi conservata nel museo del duomo di Caorle.